# Гојко Беркуљан
Гојко Беркуљан (Никшић, 6. септембар 1923. – Цетиње, 21. децембар 1989.) био је српски сликар, конзерватор и сценограф из Црне Горе.

## Биографија
Гојков отац Константин био је борац црногорских јединица у Балканским ратовима и Првом светском рату. Гојко је на Цетињу похађао основну и средњу школу.
Гојка је Други светски рат затекао као седамнаестогодишњака. Пошто му је отац интерниран, Гојко се 1943. придружио партизанима. Крај рата дочекао је у Херцеговини, где је и рањен. Демобилисан је почетком 1947. Неко време је провео у Добровољном ватрогасном друштву и често уживо певао на Радио Цетињу, које је функционисало до оснивања Радио Титограда 1949.
Умјетничку школу у Херцег Новом завршио је 1950. у класи професора Мила Милуновића и Петра Лубарде. Током студија, Беркуљан је учествовао у очувању и репродукцији фресака у Пећкој патријаршији и другим манастирима Српске православне цркве у Србији, Црној Гори и Македонији.
По завршетку студија радио је као технички директор часописа Побједа и конзерватор у Заводу за заштиту споменика историје на Цетињу. 1951. је заједно са Бранком Филиповићем и Александром Пријићем основао уметничку групу „Тројица“. Њихови радови засновани на неуобичајеном приступу коментарисани су као побуна против социјалистичког реализма и других уметничких стереотипа тог периода. Гојко Беркуљан се уметнички развијао од реализма до лирских композиција блиских апстракцији. Углавном је сликао црногорски пејзаж, цвеће, портрете и фигуралне композиције.
Од 1952. године Беркуљан почиње да ради као сценограф у позоришту „Зетски дом“ и „Позоришту за дјецу Рајко Беговић“, где је дизајнирао више од 200 слика сценске сценографије. Пре одласка у пензију кратко је био на функцији генералног директора Црногорског народног позоришта у Подгорици.
Беркуљан је један од оснивача међународне изложбе „Салон 13. новембар” и покретач некадашњег Музеја позоришта на Цетињу. Добитник је многих награда и две стипендије из Фонда Моше Пијаде: за специјализацију у Италији (1954) и Француској (1959).

## Самосталне изложбе
- 1953. Цетиње;
- 1963. Титоград (Подгорица);
- 1972. Титоград (Подгорица);
- 1972. Никшић;
- 1973. Будва
- 1973. Цетиње;
- 1977. Цетиње (ретроспектива);
- 1979. Мојковац, Колашин, Иванград (Беране), Бијело Поље, Пљевља, Прибој, Пријепоље, Нова Варош, Тутин, Рожаје, Горажде, Фоча, Вишеград;
- 1995. Бар, Подгорица (ретроспектива, постхумно);
- 2000. Подгорица (изложба скица и минијатура, постхумно).[1]

## Колективне изложбе
- 1950. Цетиње, Јесења изложба;
- 1951. Цетиње, Изложба ликовних умјетника Југославије;
- 1951. Цетиње, Изложба ликовне групе „Тројица“
- 1952. Котор, Јесења изложба УЛУЦГ;
- 1953. Београд, Бијело Поље, Иванград, Јесења изложба УЛУЦГ;
- 1954. Загреб, Љубљана, Бар, Јесења изложба УЛУЦГ;
- 1954. Дубровник, Изложба ликовних умјетника Југославије;
- 1955. Сарајево, Цетиње, Пљевља, Прољећна изложба УЛУЦГ;
- 1955. Цетиње, Изложба групе „Тројица“;
- 1956. Београд, Титоград, Никшић, Јубиларна изложба УЛУЦГ;
- 1956. Београд, Титоград, Никшић, Јубиларна изложба УЛУЦГ;
- 1956. Љубљана, Изложба ликовних умјетника Југославије;
- 1957. Скопље, Јесења изложба УЛУЦГ;
- 1958. Титоград, Никшић, Изложба групе „Тројица“;
- 1959. Београд, Нови Сад, Титоград, Јесења изложба УЛУЦГ;
- 1960. Љубљана, Приштина, Титоград, Јесења изложба УЛУЦГ;
- 1962. Титоград, Котор, Јесења изложба УЛУЦГ;
- 1963. Београд, Љубљана, Ријека, Дом ЈНА;
- 1964. Цетиње, Мајска изложба;
- 1965. Будва, Изложба УЛУЦГ;
- 1965. Цетиње, Прва изложба салона „13 новембар“;
- 1966. Цетиње, Будва, Изложба салона „13 новембар“;
- 1967. Цетиње, Титоград, Изложба салона „13 новембар“;
- 1967. Титоград, Изложба УЛУЦГ;
- 1968. Клуж (Румунија), Изложба црногорских ликовних умјетника;
- 1970. Загреб, Изложба ликовних умјетника Југославије;
- 1972. Рим, Савремена црногорска ликовна умјетност;
- 1973. Брисел, Шарлроа, Савремена црногорска ликовна умјетност;
- 1974. Цетиње, Изложба „Умјетници Југ славије Његошу“;
- 1974. Зрењанин, Изложба „Пејзаж у савременој умјетности Југославије“;
- 1975. Аранђеловац, Ликовна манифестација „Мермер и звуци“;
- 1975. Титоград, XXIII традиционална изложба УЛУЦГ;
- 1975 – 1976. Даблин, Ланкашајр, Белфаст, Сасекс, Глазгов, Групна изложба југословенских сликара;
- 1976. Титоград, Јубиларна изложба УЛУЦГ;
- 1976. Приштина, Изложба „Савремена црногорска ликовна умјетност“;
- 1979. Цетиње, XIII изложба салона „13. новембар“;
- 1979. Каиро, Изложба „Пејзаж у црногорском сликарству“;
- 1981. Москва, Изложба „Умјетност у Црној Гори од најстаријих времена до данас“;
- 1982. Цетиње, XВИ изложба салона „13. новембар“;
- 1982. Титоград, Традиционална изложба УЛУЦГ“;
- 1985. Титоград, 80 традиционална изложба УЛУЦГ;
- 1985. Цетиње, XIX изложба салона „13 новембар“;
- 1986. Титоград, Јубиларна традиционална изложба УЛУЦГ (’46-’86);
- 1986. Тузла, Изложба савеза ликовних умјетника Југославије;
- 2005. Париз (постхумно), Изложба „Врхови црногорске ликовне умјетности“;
- 2009. Пријепоље (постхумно), Изложба „Дани европске баштине“.[1]